# Mária Kucserka
Mária Kucserka, po mężu Vágó (ur. 13 grudnia 1951 w Balatonfüred) – węgierska lekkoatletka  specjalizująca się rzucie oszczepem, olimpijka.

## Kariera sportowa
Zajęła 7. miejsce w rzucie oszczepem na mistrzostwach Europy w 1971 w Helsinkach i 10. miejsce w tej konkurencji na igrzyskach olimpijskich w 1972 w Monachium, a na mistrzostwach Europy w 1974 w Rzymie odpadła w kwalifikacjach. Zajęła 6. miejsce na uniwersjadzie w 1975 w Rzymie.
Była mistrzynią Węgier w rzucie oszczepem w latach 1973–1975. Startując poza konkursem zajęła 3. miejsce na mistrzostwach Polski w 1972.
Rekord życiowy Kucserki w rzucie oszczepem starego typu wynosił 61,34 m, ustanowiony 19 maja 1974 w Monachium.